# Alexander Philips Nixon McAteer
Alexander Philips Nixon McAteer (n. 22 octombrie 1964) este soțul principesei Elena a României, prima în linia de succesiune a șefiei Casei Regale a României. Potrivit Normelor Fundamentale ale Casei Regale a României, Alexander Philips este consortul moștenitoarei la Șefia Casei Regale a României.

## Biografie
Alexander Nixon provine dintr-o familie cu rădăcini în Northumberland și Irlanda. Este licențiat în drept, având un interes deosebit pentru dreptul constituțional și administrativ, și timp de 25 de ani a fost director asociat al Școlii de vară de studii religioase de la Oxford. A fost implicat în activități academice, filantropice și organizații nonguvernamentale, fiind director al organizației de caritate „The Princess Margarita of Romania Trust” între 2008 și 2010 și al „Stray Aid Ltd” între 2013 și 2017.
A fost consilier al regelui Mihai I al României între 2007 și 2017, sprijinind proiectele Familiei Regale, în special în domeniul dezvoltării durabile. 
S-a căsătorit civil cu principesa Elena a României pe 14 august 1998 la Peterlee, Anglia, iar ceremonia religioasă a avut loc pe 11 septembrie 2013 în Catedrala Încoronării din Alba Iulia. După căsătorie, a primit titlul de Excelență, dar a refuzat constant orice titlu regal. Deține mai multe distincții, inclusiv titlul de Cavaler al Ordinului Sacru Militar Constantinian al Sfântului Gheorghe.
Alexander și principesa Elena locuiesc în nord-estul Angliei, menținând legături strânse cu comunitatea românească și sprijinind dezvoltarea relațiilor culturale și economice dintre România și Marea Britanie. El a jucat un rol important în etapele inițiale ale restaurării Domeniului Regal Săvârșin și își susține soția în îndeplinirea îndatoririlor publice. Cei doi nu au copii împreună, însă Alexander este tatăl vitreg al lui Nicolae și al Elisabetei-Karina, copiii principesei Elena din prima căsătorie.

## Titluri, ranguri și onoruri
- 14 august 1998 - prezent: Excelența Sa domnul Alexander Nixon

- Familia Regală a României: Ordinul Coroana României în grad de Mare Cruce[5]
- Familia Regală a României: Ordinul de Familie Custodele Coroanei Române[6]
- Familia Regală a României: Decorația regală „Nihil Sine Deo”[7]